# Silk & Soul
Silk & Soul è un album della cantante e pianista jazz Nina Simone pubblicato nell'agosto del 1967.

## Tracce
Lato A
1. It Be's That Way Sometime – 2:54 (Sam Waymon) – Registrato il 29 giugno 1967 a New York City
2. The Look of Love – 2:22 (Burt Bacharach, Hal David) – Registrato il 15 giugno 1967 a New York City
3. Go to Hell – 2:45 (Morris Bailey) – Registrato il 21 giugno 1967 a New York City
4. Love O' Love – 5:03 (Andy Stroud) – Registrato il 29 giugno 1967 a New York City
5. Cherish – 3:20 (Terry Kirkman) – Registrato il 29 giugno 1967 a New York City

Durata totale: 16:24
Lato B
1. I Wish I Knew How It Would Feel to Be Free – 3:06 (Billy Taylor) – Registrato il 13 giugno 1967 a New York City
2. Turn Me On – 2:23 (John D. Loudermilk) – Registrato il 13 giugno 1967 a New York City
3. Turning Point – 2:00 (Martha Holmes) – Registrato il 13 giugno 1967 a New York City
4. Some Say – 2:07 (Charles Reuben) – Registrato il 29 giugno 1967 a New York City
5. Consummation – 4:09 (Nina Simone) – Registrato il 13 giugno 1967 a New York City

Durata totale: 13:45
Edizione CD del 2006, pubblicato dalla RCA Victor (82876 73335 2)
1. It Be's That Way Sometime – 2:58 (Sam Waymon)
2. The Look of Love – 2:23 (Burt Bacharach, Hal David)
3. Go to Hell – 2:49 (Morris Bailey)
4. Love O' Love – 5:06 (Andy Stroud)
5. Cherish – 3:22 (Terry Kirkman)
6. I Wish I Knew How It Would Feel to Be Free – 3:09 (Billy Taylor)
7. Turn Me On – 2:26 (John D. Loudermilk)
8. Turning Point – 2:01 (Martha Holmes)
9. Some Say – 2:10 (Charles Reuben)
10. Consummation – 4:10 (Nina Simone)
11. Why Must Your Love Well Be so Dry – 2:20 (Harold Larry Thomas, Randie Evretts, Virdia Crawford) – Bonus Track
12. Save Me – 3:22 (Aretha Franklin, Carolyn Franklin, Curtis Ousley) – Bonus Track

Durata totale: 36:16
- Brani numero 11 e numero 12, registrati il 25-26 agosto 1969 a New York City

## Musicisti
- Nina Simone - voce, pianoforte
- Sammy Lowe - conduttore orchestra, arrangiamenti
- Eric Gale - chitarra
- Ernie Hayes - organo
- Mel Davis - strumenti a fiato
- Irvin Markowitz - strumenti a fiato
- Seldon Powell - strumenti a fiato
- Gene Marge - strumenti a fiato
- Ernie Royal - strumenti a fiato
- Jerome Richardson - strumenti a fiato
- Mel Tax - strumenti a fiato
- Seymour Barab - strumenti ad arco
- Alfred Brown - strumenti ad arco
- Mac Ceppos - strumenti ad arco
- Kermit Moore - strumenti ad arco
- Gene Orloff - strumenti ad arco
- Gene Taylor - contrabbasso
- Bernard Pretty Purdie - batteria
- Martin Grupp - timbales, marimba